# Befangenheit (Österreich)
Befangenheit bei einer natürlichen Person liegt vor, wenn diese, obwohl sie dazu verpflichtet ist, aufgrund eines Vorurteils nicht in der Lage ist, gesetzeskonform oder gemäß den einschlägigen Standesregeln zu handeln.
Befangenheit kann nach österreichischem Verständnis immer nur in Bezug auf eine konkrete Person vorliegen, nicht jedoch in Bezug auf eine Gesamtorganisation (z. B. Gericht, Behörde).
Die Befangenheitsgründe sind sowohl im Zivilverfahren, im Strafverfahren und im Verwaltungsverfahren, trotz der unterschiedlichen Benennung und Beschreibung, weitgehend übereinstimmend.

## Zweifel an der Unbefangenheit
Die Zweifel an der Unbefangenheit eines Organes ist objektiv zu betrachten. Maßstab ist ein objektiver, an der Sache unbeteiligter Beobachter, der die Unvoreingenommenheit und Unparteilichkeit des Organs erkennen kann oder nicht.
Grundsätzlich ist es daher auch kein Kriterium, ob sich das Organ selbst befangen fühlt oder nicht (wobei dies in der Praxis regelmäßig zum Abgeben des Falles führen wird). Sehr wohl aber, wenn freundschaftliche Beziehungen zwischen dem Organ und einer Partei bzw. einem Beteiligten bestehen. Nicht ausreichend für eine Befangenheit jedoch ist es, wenn z. B. freundschaftliche Beziehungen zwischen einem Organ und einem Sachverständigen bestehen.
Die subjektive Besorgnis einer Partei oder eines Beteiligten, ein Organ könnte befangen sein, ist nicht ausreichend.
Eine Befangenheit liegt in der Regel nicht vor,
- wenn sich die Rechtsansicht des Organs nicht mit der Rechtsansicht einer Partei oder Beteiligten deckt;[6]
- bei (überflüssigen) persönlichen Bemerkungen eines Organs, solange die Amtspflichten gesetzeskonform wahrgenommen werden.[7]

## Zivilverfahren
Im österreichischen Zivilverfahren (bürgerlichen Rechtssachen) werden Befangenheitsgründe als Ablehnungs- und Ausschließungsgründe bezeichnet (§§ 19 Zif. 2 und 20 Abs. 1 JN).
Ein Richter und andere richterliche Organe, Schriftführer, Exekutionsbeamte, Angestellte der Geschäftsstelle (und auch ein Sachverständiger - § 355 Abs. 1 ZPO) kann in bürgerlichen Rechtssachen abgelehnt werden, wenn „ein zureichender Grund vorliegt, seine Unbefangenheit in Zweifel zu ziehen“ (§ 19 Zif. 2 JN).
Richter, andere richterliche Organe und Sachverständige sind von der Ausübung des Amtes in bürgerlichen Rechtssachen ausgeschlossen,
1. wenn sie „selbst Partei sind, oder in Ansehung deren sie zu einer der Parteien in dem Verhältnisse eines Mitberechtigten, Mitverpflichteten oder Regresspflichtigen stehen“;
2. „in Sachen ihrer Ehegatten, ihrer eingetragenen Partner oder solcher Personen, welche mit ihnen in gerader Linie verwandt oder verschwägert sind, oder mit welchen sie in der Seitenlinie bis zum vierten Grade verwandt oder im zweiten Grade verschwägert sind sowie in Sachen ihrer Lebensgefährten oder solcher Personen, die mit diesen in gerader Linie oder in der Seitenlinie bis zum zweiten Grad verwandt sind“;
3. „in Sachen ihrer Wahl- oder Pflegeeltern, Wahl- oder Pflegekinder und Pflegebefohlenen“;
4. „in Sachen, in welchen sie als Bevollmächtigte einer der Parteien bestellt waren oder noch bestellt sind“;
5. „in Sachen, in welchen sie bei einem untergeordneten Gerichte an der Erlassung des angefochtenen Urteils oder Beschlusses teilgenommen haben“.

Der Richter ist nach § 20 Abs. 2 JN in den unter Zif. 2 und 3 „angegebenen Fällen mit Rücksicht auf die dort bezeichneten Personen auch dann ausgeschlossen, wenn das Naheverhältnis zu diesen Personen nicht mehr besteht.“

### Wahrnehmung der Befangenheit
Das Ablehnungsrecht muss gemäß § 21 JN von der betroffenen Partei umgehend ausgeübt werden. Hat sie sich, obwohl ihr eine Befangenheit bekannt war oder diese vermutet hat, in das Verfahren „eingelassen oder Anträge gestellt“, hat die Partei ihr Recht auf Ablehnung verwirkt.

### Konsequenzen
Hat die Partei ihr Recht auf Ablehnung vorab erfolglos geltend gemacht oder kam der Befangenheitsgrund erst später hervor, liegt unter Umständen ein Nichtigkeitsgrund vor (§ 477 Abs. 1 ZPO). Nach § 529 Abs. 1 Zif. 1 ZPO kann unter Umständen eine Nichtigkeitsklage erhoben werden.

## Strafverfahren
Die Befangenheit im Strafverfahren führt zum Ausschluss des betroffenen Organs vom gesamten Verfahren oder von bestimmten Verfahrensstadien.
Ein Richter ist nach § 43 Abs. 1 StPO, Schöffen und Geschworene sowie unter Umständen Protokollführer vom gesamten Verfahren ausgeschlossen, wenn
1. „er selbst oder einer seiner Angehörigen (§ 72 StGB) im Verfahren Staatsanwalt, Privatankläger, Privatbeteiligter, Beschuldigter, Verteidiger oder Vertreter ist oder war oder durch die Straftat geschädigt worden sein könnte, wobei die durch Ehe begründete Eigenschaft einer Person als Angehörige auch dann aufrecht bleibt, wenn die Ehe nicht mehr besteht“;
2. „er außerhalb seiner Dienstverrichtungen Zeuge der in Frage stehenden Handlung gewesen oder in der Sache als Zeuge oder Sachverständiger vernommen worden ist oder vernommen werden soll oder“
3. „andere Gründe vorliegen, die geeignet sind, seine volle Unvoreingenommenheit und Unparteilichkeit in Zweifel zu ziehen.“

Ein Richter ist
- „vom Hauptverfahren ausgeschlossen, wenn er im Ermittlungsverfahren Beweise aufgenommen hat (§ 104 StPO), ein gegen den Beschuldigten gerichtetes Zwangsmittel bewilligt, über einen von ihm erhobenen Einspruch oder einen Antrag auf Einstellung entschieden oder an einer Entscheidung über die Fortführung des Verfahrens oder an einem Urteil mitgewirkt hat, das infolge eines Rechtsmittels oder Rechtsbehelfs aufgehoben wurde“ (§ 43 Abs. 2 StPO);
- „wenn er selbst oder einer seiner Angehörigen im Verfahren als Richter der ersten Instanz, ein Richter der ersten Instanz, wenn er selbst oder sein Angehöriger als Richter eines übergeordneten Gerichts tätig gewesen ist“ (§ 42 Abs. 3 StPO);
- und er ist „von der Entscheidung über einen Antrag auf Wiederaufnahme oder einen Antrag auf Erneuerung des Strafverfahrens (§ 363a StPO) und von der Mitwirkung und Entscheidung im erneuerten Verfahren ausgeschlossen, wenn er im Verfahren bereits als Richter tätig gewesen ist“ (§ 42 Abs. 4 StPO).

Für Staatsanwälte, Organe der Kriminalpolizei (§ 47 StPO), Dolmetscher, Übersetzer oder Sachverständige (§ 126 Abs. 4 StPO) gilt dies sinngemäß.

### Wahrnehmung der Befangenheit
Der Richter hat nach § 44 StPO bei Vorliegen eines Ausschließungsgrundes sich im Verfahren, bei sonstiger Nichtigkeit aller Handlungen, zu enthalten und dies dem übergeordneten Organ von sich aus anzuzeigen (§ 44 Abs. 2 StPO).
Zudem steht allen Beteiligten des Verfahrens die Möglichkeit offen, einen Antrag auf Ablehnung eines Richters wegen Ausschließung zu stellen (§ 44 Abs. 3 StPO).

### Konsequenzen
Die betroffene Partei kann Berufung wegen Nichtigkeit (§ 468 Abs. 1 Zif. 1 und Zif. 3 StPO) bzw. Nichtigkeitsbeschwerde (§ 281 Abs. 1 Zif. 1 und Zif. 3 StPO; § 345 Abs. 1 Zif. 1 und Zif. 4 StPO) erheben.

## Verwaltungsverfahren
Im österreichischen Verwaltungsverfahrensrecht wird zwischen absoluter und relativer Befangenheit unterschieden.
Absolute Befangenheit im Sinne von § 7 Abs. 1 Zif. 1, 2 und 4 AVG von bestimmten Verwaltungsorganen, Dolmetscher (Amtsdolmetscher), Übersetzer und Sachverständige (Amtssachverständiger) liegt vor, wenn
- „in Sachen, an denen sie selbst, einer ihrer Angehörigen (§ 36a) oder einer ihrer Pflegebefohlenen beteiligt sind“;
- „in Sachen, in denen sie als Bevollmächtigte einer Partei bestellt waren oder noch bestellt sind“;
- „im Berufungsverfahren, wenn sie an der Erlassung des angefochtenen Bescheides oder der Berufungsvorentscheidung (§ 64a) mitgewirkt haben.“

Relative Befangenheit im Sinne von § 7 Abs. 1 Zif. 3 AVG liegt in allen anderen Fällen vor, „wenn sonstige wichtige Gründe vorliegen, die geeignet sind,“ die volle Unbefangenheit von Verwaltungsorganen „in Zweifel zu ziehen.“

### Ausnahmen
Bei Gefahr im Verzug hat ein Verwaltungsorgan, wenn die Vertretung durch ein anderes Verwaltungsorgan nicht sogleich möglich ist, auch das befangene Organ die unaufschiebbaren Amtshandlungen selbst vorzunehmen (§ 7 Abs. 2 AVG).

### Wahrnehmung der Befangenheit
Im Verwaltungsverfahren hat jedes befangene Organ die Befangenheit von Amts wegen wahrzunehmen. Hat ein befangenes Organ entschieden, so liegt ein Verfahrensfehler vor, der durch Beschwerde gegen den verfahrensabschließenden Bescheid gerügt werden kann.

### Konsequenzen
Wird im Verwaltungsverfahren entgegen einer bestehenden Befangenheit gehandelt, so ist das Verfahren mangelhaft und eine verwaltungsrechtliche Entscheidung kann auf Antrag einer Partei aufgehoben oder abgeändert werden, sofern die Entscheidung durch das befangene Organ tatsächlich aufgrund der Befangenheit zu Ungunsten der Partei ausgefallen ist.

## Europäische Menschenrechtskonvention
Art. 6 EMRK gewährt das Recht auf ein Verfahren vor einem unparteiischen Gericht. Dem steht ein in gleicher Weise verfassungsrechtlich begründetes Recht der anderen Partei auf ein Verfahren vor dem gesetzlichen, d. h. geschäftsverteilungsgemäßen Richter gegenüber. Beantragt eine Prozesspartei die Ablehnung eines Richters wegen Befangenheit, ist dem Gegner des Ablehnungswerbers deshalb – außer bei offenkundig unbegründeten Anträgen – durch Einräumung einer Äußerungsmöglichkeit vor Entscheidung über den Ablehnungsantrag rechtliches Gehör zu gewähren, und zwar sowohl in erster als auch gegebenenfalls in zweiter Instanz.

## Rechtsanwälte
In Österreich ist der Rechtsanwalt kein Organ der Rechtspflege und die Regelungen zur Befangenheit sind daher auf diesen nicht anzuwenden. Nach § 9 RAO hat der Rechtsanwalt „die übernommenen Vertretungen dem Gesetz gemäß zu führen und die Rechte seiner Partei gegen jedermann mit Eifer, Treue und Gewissenhaftigkeit zu vertreten. Er ist befugt, alles, was er nach dem Gesetz zur Vertretung seiner Partei für dienlich erachtet, unumwunden vorzubringen, ihre Angriffs- und Verteidigungsmittel in jeder Weise zu gebrauchen, welche seinem Auftrag, seinem Gewissen und den Gesetzen nicht widerstreiten.“ Handelt er entgegen dieser Verpflichtung, kann er zur Haftung herangezogen werden und handelt unter Umständen auch standeswidrig.
Kann ein als Verfahrenshelfer bestellter Rechtsanwalt „die Vertretung oder Verteidigung aus einem der im § 10 Abs. 1 erster Satz zweiter Halbsatz oder zweiter Satz RAO angeführten Gründe oder wegen Befangenheit nicht übernehmen oder weiterführen, so ist er auf seinen Antrag, auf Antrag der Partei oder von Amts wegen zu entheben und ein anderer Rechtsanwalt zu bestellen“ (§45 Abs. 4 RAO).